# Jazz at the Plaza
Albums de Miles Davis
Miles Davis at Fillmore: Live at the Fillmore East
(1970) In Concert: Live at Philharmonic Hall
(1973)
Jazz at the Plaza est un album live de Miles Davis. Il a été enregistré en 1958 mais édité en 1973.

## Historique
Le titre original est "Jazz at the Plaza. Vol. I", "Jazz at the Plaza. Vol. II" est un album de Duke Ellington.

## Morceaux
1. If I Were a Bell - 8:31
2. Oleo -10:39
3. My Funny Valentine - 10:19
4. Straight, No Chaser - incluant The Theme (non listé)- 10:56

Toutes les pistes ont été enregistrées au Plaza Hotel de New York.

## Musiciens
- Miles Davis - trompette
- John Coltrane - saxophone ténor
- Julian "Cannonball" Adderley - saxophone alto
- Bill Evans - piano
- Paul Chambers - contrebasse
- Jimmy Cobb - batterie

Note : les notes de pochettes de l'édition lp et certaines discographies donnent Philly Joe Jones comme batteur. Il est maintenant établi que c'est Jimmy Cobb qui jouait ce jour-là.